# Mantelete (militar)

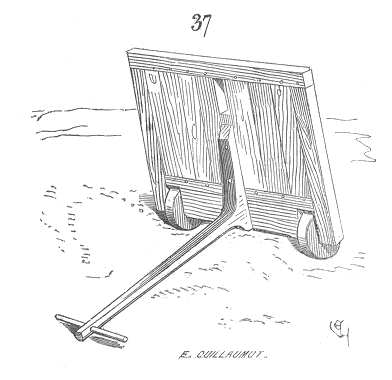
Mantelete defensivo

Se llama mantelete a un escudo grande formado por diferentes piezas de madera ensambladas ya de forma cuadrada o cuadrilonga, circular u oblonga, de 2,4 a 2,7 m de altura y revestido por encima de mimbres, tejidos de lana y crin, de cueros empapados en agua u otra sustancia que no se preste a la combustión. 
Se movía por medio de ruedas o rodillos para que a su abrigo avanzasen o retrocediesen los arqueros que disparaban sus flechas contra los defensores de una plaza sitiada. También se hacía de dos cuerpos o pisos, cubierto, el uno de tablas y el otro de zarzos o cañizos y revestidos con pieles frescas para inutilizar los objetos incendiarios que arrojasen sobre la máquina para quemarla.
En sentido parecido, era un parapeto móvil hecho de gruesos tablones clavados unos sobre otros y cubiertos de hoja de lata. Tenía una altura proporcionada para cubrir bien a un hombre. En los sitios lo usaban los zapadores para resguardarse de la fusilería enemiga, moviéndolo por medio de un timón. Posteriormente, en su lugar se usó un gavión. Había otro tipo de mantelete cubierto por arriba a modo de techo que servía a los minadores para hacer sus trabajos al pie de las murallas. Era de mayor longitud que el ordinario y además de estar forrado de hoja de lata, se cubría de tierra para precaverse de los fuegos.
También recibe el nombre de cleda.  En la Crónica de Jaime I tiene, sobre todo, el sentido de parapeto para
proteger las máquinas de guerra y poner a cubierto a sus servidores. 